# IWGP World Heavyweight Championship
El IWGP World Heavyweight Championship (Campeonato Mundial Peso Pesado de la IWGP, en español) es un campeonato mundial de lucha libre profesional creado y utilizado por la compañía japonesa New Japan Pro-Wrestling (NJPW). "IWGP" es el acrónimo del organismo rector de NJPW, el International Wrestling Grand Prix (Gran Premio Internacional de Lucha Libre, en español). El campeonato fue creado por la unificación del Campeonato Peso Pesado de la IWGP con el Campeonato Intercontinental de la IWGP. El campeón actual es Zack Sabre Jr., quien se encuentra en su segundo reinado.
El 1 de marzo de 2021, se anunció oficialmente la unificación de los principales títulos de NJPW, y la promoción también anunció la creación de un nuevo campeonato, el Campeonato Mundial Peso Pesado de la IWGP, que reemplazaría ambos títulos y "continuaría sus legados". El campeón inaugural fue Kota Ibushi, el último poseedor de los Campeonatos Intercontinental y Peso Pesado de la IWGP.

## Historia

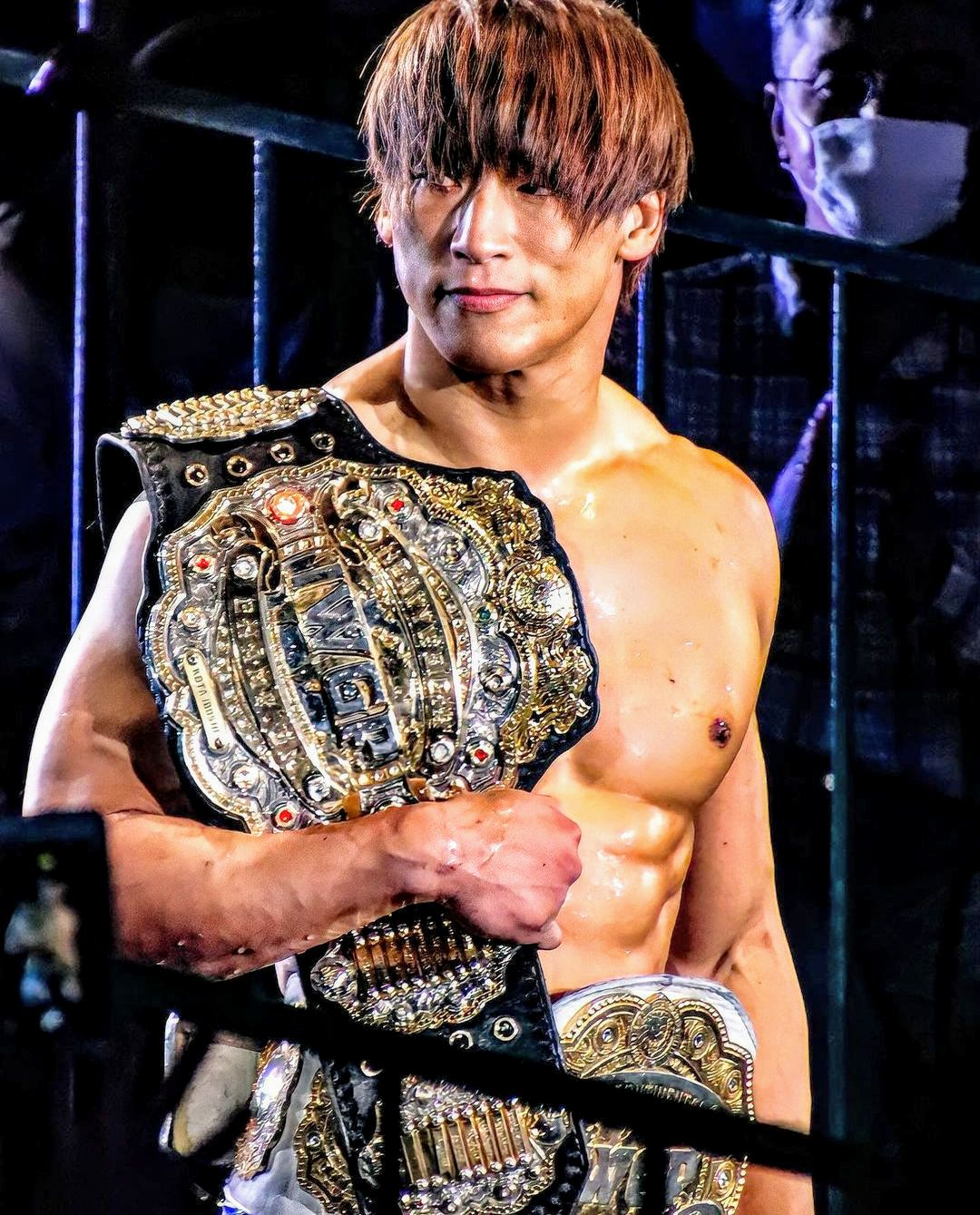
El campeón inaugural Kota Ibushi.

En 2019, cuando era Campeón Intercontinental de la IWGP, Tetsuya Naito declaró su intención de hacer historia al convertirse en el primer luchador en poseer al mismo tiempo los Campeonatos Intercontinental y Peso Pesado de la IWGP. A finales de año, Jay White, quien había ganado el Campeonato Intercontinental de la IWGP de manos de Naito, y Kota Ibushi, quien era el próximo retador por el Campeonato Peso Pesado de la IWGP, también expresaron el mismo deseo. Después de una votación de los fanáticos, se decidió que Naito, White, Ibushi, y el Campeón Peso Pesado de la IWGP, Kazuchika Okada, competirían en el evento Wrestle Kingdom 14, donde uno de ellos terminaría con ambos títulos. Naito logró la hazaña de convertirse en el primer "Doble Campeón" y los dos títulos se defendieron juntos desde entonces. Durante 2020, Naito dijo que su intención original era que los títulos se defendieran por separado, solicitando que se hiciera de esa forma, o que de otra manera, se unificaran los títulos, pero no ocurrió ningún cambio.
Después de que Ibushi ganó los títulos de Naito en Wrestle Kingdom 15 el 4 de enero de 2021, expresó su deseo de que los campeonatos se unificaran. El 1 de marzo de 2021, con Ibushi aún campeón, se anunció oficialmente la unificación de los títulos para crear el nuevo Campeonato Mundial Peso Pesado de la IWGP, con Ibushi como el campeón inaugural. Después del anuncio, Ibushi, quien estaba programado para enfrentar al Campeón Peso Pesado Junior de la IWGP, El Desperado, en una lucha no titular en el evento 49th Anniversary Event el 4 de marzo de 2021, solicitó que el combate fuera por el  "Doble Campeonato". Su solicitud fue concedida con la unificación del título postergada hasta después del combate, del cual el ganador sería el último Doble Campeón y, por lo tanto, el Campeón Mundial Peso Pesado de la IWGP inaugural. En dicho evento, Ibushi derrotó a El Desperado y retuvo ambos campeonatos, convirtiéndose finalmente en el campeón inaugural.
Fue anunciado también la elaboración de un nuevo cinturón de campeonato. Hasta que el nuevo cinturón estuviese listo, Ibushi continuó sosteniendo los antiguos cinturones del Campeonato Intercontinental y Peso Pesado de la IWGP. El nuevo cinturón finalmente fue revelado y presentado al campeón Ibushi en una ceremonia de presentación el 30 de marzo de 2021. El cinturón incorpora en su diseño los antiguos diseños de los anteriores títulos.

## Campeones

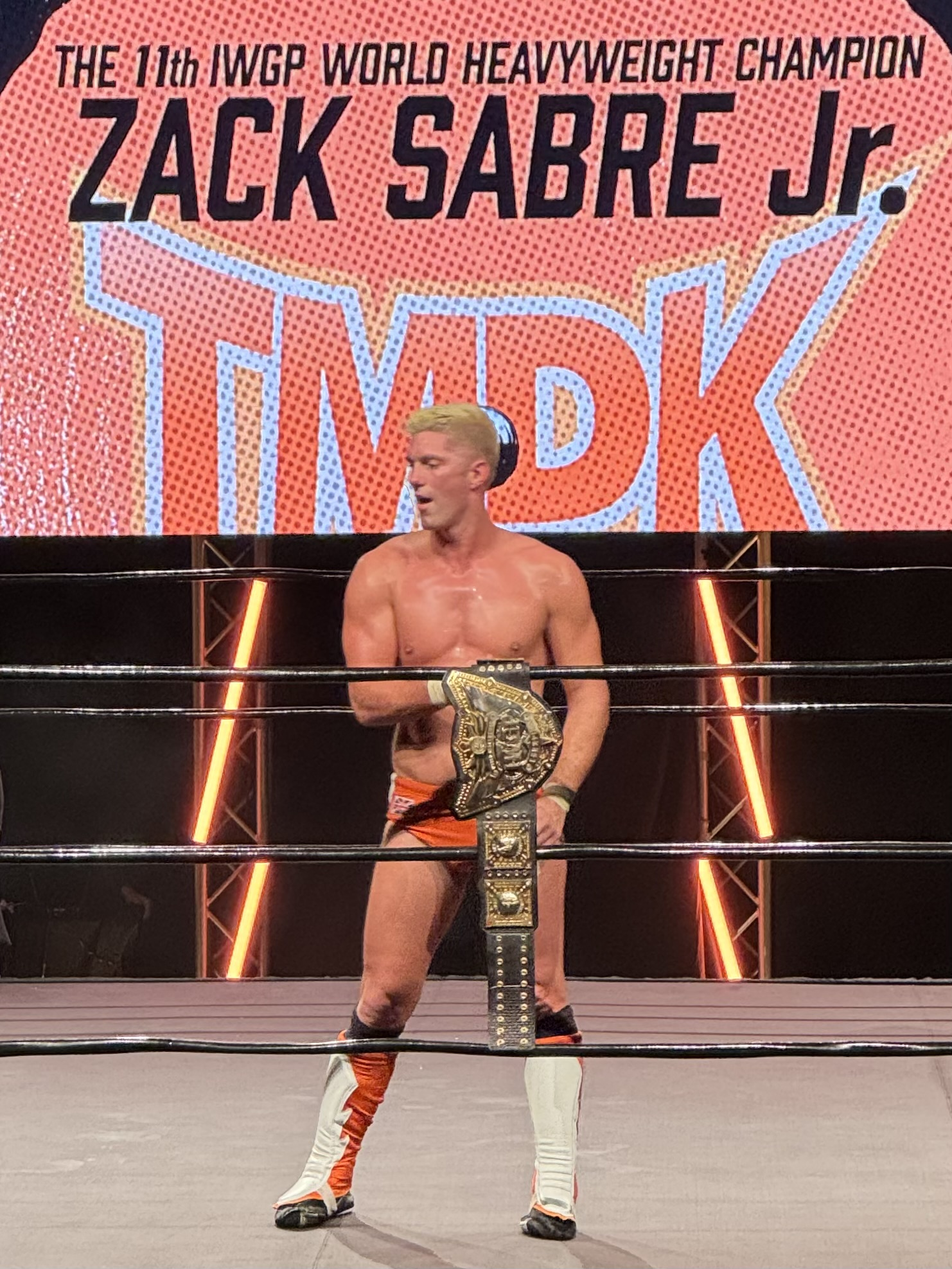
El campeón actual, Zack Sabre Jr.

El Campeonato Mundial Peso Pesado de la IWGP es el campeonato máximo de la empresa, creado en 2021 tras la unificación del Campeonato Intercontinental y Peso Pesado de la IWGP. El campeón inaugural fue Kota Ibushi, quien derrotó a El Desperado en la última defensa de ambos campeonatos en NJPW 49th Anniversary Event, y desde entonces ha habido 10 distintos campeones oficiales, repartidos en 13 reinados en total. Will Ospreay, Jay White, Jon Moxley y Zack Sabre Jr. son los únicos luchadores no japoneses que han ostentado el título. 
El reinado más largo en la historia del título le pertenece a Sanada, quien mantuvo el título durante 271 días en su primer reinado. Por otro lado, Kota Ibushi posee el reinado más corto en la historia del campeonato, con 31 días con el título en su haber.
Por último, el campeón más joven en la historia es Will Ospreay, quien a los 27 años y 332 días derrotó a Kota Ibushi en Sakura Genesis. En contraparte, el campeón más viejo es Hirooki Goto, quien a los 45 años y 231 días derrotó a Zack Sabre Jr. en The New Beginning in Osaka. 
En cuanto al peso de los campeones, Kazuchika Okada es el más pesado con 107 kilogramos, mientras que Kota Ibushi es el más liviano con 93 kilogramos. 

### Campeón actual
El campeón actual es Zack Sabre Jr., quien se encuentra en su segundo reinado como campeón. Sabre ganó el campeonato tras derrotar al excampeón Hirooki Goto el 29 de junio de 2025 en Tanahashi Jam.
Sabre no registra hasta el 28 de julio de 2025 ninguna defensa televisada.

### Lista de campeones
| N.º | Campeón         | Lucha                 | Lucha                          | Lucha              | Estadísticas | Estadísticas | Estadísticas      | Notas y referencias |
| N.º | Campeón         | Fecha                 | Evento                         | Ubicación          | Reinado      | Días         | Defensas exitosas | Notas y referencias |
| --- | --------------- | --------------------- | ------------------------------ | ------------------ | ------------ | ------------ | ----------------- | --- |
| 1   | Kota Ibushi     | 4 de marzo de 2021    | NJPW 49th Anniversary Event    | Tokio, Japón       | 1            | 31           | 0                 | Ibushi, quien era el vigente Campeón Intercontinental y Peso Pesado de la IWGP, derrotó a El Desperado y defendió con éxito ambos títulos, unificándolos finalmente para convertirse en el campeón inaugural. Este es el reinado más corto en la historia del campeonato. |
| 2   | Will Ospreay    | 4 de abril de 2021    | Sakura Genesis                 | Tokio, Japón       | 1            | 46           | 1                 | [ 12 ] |
| —   | Vacante         | 20 de mayo de 2021    | —                              | —                  | —            | —            | —                 | Debido a una lesión en el cuello de Ospreay. |
| 3   | Shingo Takagi   | 7 de junio de 2021    | Dominion 6.6 in Osaka-jo Hall  | Osaka, Japón       | 1            | 211          | 3                 | Derrotó a Kazuchika Okada para ganar el título vacante. |
| 4   | Kazuchika Okada | 4 de enero de 2022    | Wrestle Kingdom 16 Día 1       | Tokio, Japón       | 1            | 159          | 4                 | [ 15 ] |
| 5   | Jay White       | 12 de junio de 2022   | Dominion 6.12 in Osaka-jo Hall | Osaka, Japón       | 1            | 206          | 2                 | [ 16 ] |
| 6   | Kazuchika Okada | 4 de enero de 2023    | Wrestle Kingdom 17             | Tokio, Japón       | 2            | 94           | 2                 | [ 17 ] |
| 7   | Sanada          | 8 de abril de 2023    | Sakura Genesis                 | Tokio, Japón       | 1            | 271          | 4                 | Este es el reinado más largo en la historia del campeonato. |
| 8   | Tetsuya Naito   | 4 de enero de 2024    | Wrestle Kingdom 18             | Tokio, Japón       | 1            | 99           | 2                 | [ 19 ] |
| 9   | Jon Moxley      | 12 de abril de 2024   | Windy City Riot                | Chicago, Illinois  | 1            | 79           | 4                 | [ 20 ] |
| 10  | Tetsuya Naito   | 30 de junio de 2024   | Forbidden Door                 | Elmont, Nueva York | 2            | 106          | 1                 | [ 21 ] |
| 11  | Zack Sabre Jr.  | 14 de octubre de 2024 | King of Pro-Wrestling          | Tokio, Japón       | 1            | 120          | 4                 | [ 22 ] |
| 12  | Hirooki Goto    | 11 de febrero de 2025 | The New Beginning in Osaka     | Osaka, Japón       | 1            | 138          | 7                 | [ 23 ] |
| 13  | Zack Sabre Jr.  | 29 de junio de 2025   | Tanahashi Jam                  | Nagoya, Japón      | 2            | 29+          | 0                 | [ 24 ] |

### Total de días con el título
La siguiente lista muestra el total de días que un luchador ha poseído el campeonato si se suman todos los reinados que posee. Actualizado a la fecha del 28 de julio de 2025.
| + | Indica al campeón actual |

| N.º | Campeón         | Reinados | Núm. defensas | Total de días |
| --- | --------------- | -------- | ------------- | ------------- |
| 1   | Sanada          | 1        | 4             | 271           |
| 2   | Kazuchika Okada | 2        | 6             | 253           |
| 3   | Shingo Takagi   | 1        | 3             | 211           |
| 4   | Jay White       | 1        | 2             | 206           |
| 5   | Tetsuya Naito   | 2        | 3             | 205           |
| 6   | Zack Sabre Jr.  | 2        | 4             | 149+          |
| 7   | Hirooki Goto    | 1        | 7             | 138           |
| 8   | Jon Moxley      | 1        | 4             | 79            |
| 9   | Will Ospreay    | 1        | 1             | 46            |
| 10  | Kota Ibushi     | 1        | 0             | 31            |

### Mayor cantidad de reinados
| Reinados | Luchador (es)                                  |
| -------- | ---------------------------------------------- |
| 2 veces  | Kazuchika Okada, Tetsuya Naito, Zack Sabre Jr. |